# آرتور راجرز (بازیکن فوتبال)
آرتور راجرز (انگلیسی: Arthur Rogers؛ زادهٔ ۲۶ سپتامبر ۱۹۹۶) بازیکن فوتبال است.